# Скачок (посёлок)
Скачок — поселок в Климовском районе Брянской области в составе Каменскохуторского сельского поселения.

## География
Находится в юго-западной части Брянской области на расстоянии приблизительно 26 км на юг-юго-восток по прямой от районного центра поселка Климово.

## История
Упоминается с середины XIX века как хутор. На карте 1941 года отмечен был как безымянное поселение с 39 дворами.

## Население
Численность населения: 124 человека (1902 год), 134 (1926), 17 (русские 82 %) в 2002 году, 4 в 2010.